# Pilar (Buenos Aires)
 For alternative betydninger, se Pilar (flertydig). (Se også artikler, som begynder med Pilar)
Pilar er en by i den østlige del af Argentina med et indbyggertal på ca. 81.120 (2010) indbyggere. Byen ligger i provinsen Buenos Aires og er en del af Buenos Aires' storbyområde.